# Lorenzo Bellini

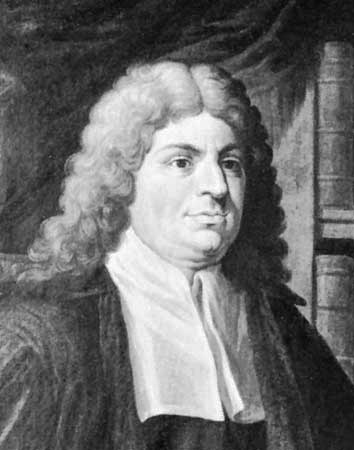
Lorenzo Bellini

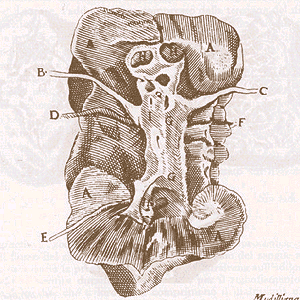
Zeichnung Bellinis zur Nierenstruktur

Lorenzo Bellini (* 3. September 1643 in Florenz; † 8. Januar 1704 ebenda) war ein italienischer Anatom und Nierenphysiologe. Er gehörte zu den Hauptvertretern der Iatrophysik.

## Leben
Lorenzo Bellini studierte in Pisa Mathematik und Philosophie. Als 20-Jähriger wurde er zum Professor für theoretische Medizin ernannt. Er war ein Schüler von Giovanni Alfonso Borelli und wurde mit 25 Jahren Professor für Anatomie und Lehrstuhlinhaber in Pisa. Mit seinem 1703 erschienenen Werk De morbis pectoris gehörte Bellini zu den ersten Anatomen, die eine steinartige Substanz, die seinerzeit auch als „Verknöcherung“ angesehen wurde, in den Herzkranzgefäßen beschrieben hat, die auf sklerotische Veränderungen der Koronararterien hinweisen. Bellini arbeitete anatomisch auch über die Niere und publizierte 1662 seine Entdeckung, dass diese nicht aus einer festen Substanz besteht, sondern ein „Anhäufung vieler Gefäße besonderer Art“ sei. Er entdeckte 1662 auch die Geschmackspapillen der Zunge und im selben Jahr (im Anschluss an Bartolomeo Eustachi) nach ihm benannten Bellini-Gänge (Harngang, Sammelrohr; alte Bezeichnungen Ductus Bellini oder Tubulus Bellini, Tubuli recti). In diesen Gängen (im medullären Sammeltubulus) bildet sich das Ductus-Bellini-Karzinom, eine seltene Form des Nierenzellkarzinoms. Intuitiv erkannte Bellini auch den Filtermechanismus des Harns.
Seine 1680 veröffentlichte Theorie der Harnbereitung, nach der das vom Blut getrennte „Serum“ in die Nierenkanäle und das vom serösen „Humor“ befreite Blut in die Venen gelangt, galt bis ins 19. Jahrhundert. Seit 1691 war er Mitglied der Accademia della Crusca. 1699 wurde er als korrespondierendes Mitglied in die Académie des sciences aufgenommen.
1704 starb Bellini nach einer Magenblutung.

## Schriften und Ausgaben

Opuscula, 1695

- Exercitatio anatomica de structura et usu renum. 1662.
  - Exercitationes anatomicae duae et structura et usu renum ut et de gusto organo. Leiden 1711.
- De urinis et pulsibus – De missione sanguinis – De febribus – De morbis capitis et pectoris.  Antonius Pisarius, Bologna 1683 (Digitalisat).
- Opuscula aliquot. Leiden 1695.
- De morbis pectoris. Leiden 1703.